# Irene von Mühlendahl
Irene von Mühlendahl (* 14. Februar 1912 in Reval; † 30. Mai 2003 in Hannover) war eine Moderatorin des deutschen Dienstes der BBC.

## Leben
Die aus einer deutsch-baltischen Familie stammende von Mühlendahl hatte nach dem Ersten Weltkrieg Estland mit ihren Eltern verlassen.  Nach Schulbesuch und Abitur in Hannover und Blankenburg (Harz) arbeitete sie als Direktionssekretärin bei der Luftfahrtsforschungsanstalt in Braunschweig, von 1939 bis 1942 als Übersetzerin und Sekretärin beim Oberkommando der Marine in Berlin und 1942–1944 als Direktionssekretärin der Baltischen Öl GmbH in Tallinn/Reval. Nach Kriegsende und diversen Tätigkeiten im Harz für die britische Militärregierung und bei einer Betreuungsstelle für Displaced Persons ging sie 1951 nach England, wo sie bis 1955 als Hausgehilfin und Hilfskrankenschwester tätig war. 1955 begann ihre Tätigkeit für den Deutschen Dienst der BBC. Zunächst arbeitete sie als Sekretärin, später als Sprecherin und Redakteurin.
Von 1974 bis 1993 moderierte von Mühlendahl mit den Tips für Touristen die populärste Sendereihe des deutschen Dienstes. In der täglich ausgestrahlten dreiminütigen Sendung stellte sie landschaftliche, architektonische und kulturelle Sehenswürdigkeiten des Landes vor. Das Programm erfreute sich vor allem bei den Hörern in der Deutschen Demokratischen Republik, die an einem Besuch der vorgestellten Stätten gehindert waren, großer Beliebtheit. Von Mühlendahl erhielt zum Teil mehr als 6.000 Hörerzuschriften jährlich.
1992 veröffentlichte die BBC eine Kassette mit ausgewählten Sendungen von Mühlendahls. Ihr Nachlass befindet sich im Deutschen Rundfunkarchiv.

## Werke
- Wegweiser ins Englische – Textbuch mit Erläuterungen zum Anfänger-Lehrgang der BBC London. Langenscheidt, Berlin/München 1963 (zusammen mit Carl-Heinz Jaffé)
- Englisch im Fluge – Textbuch mit Erläuterungen zum Anfänger-Lehrgang der BBC London. Langenscheidt, Berlin/München 1963 (zusammen mit Carl-Heinz Jaffé)
- Schritt für Schritt ins Englische – Textbuch mit Erläuterungen zum Anfänger-Lehrgang der BBC London. Langenscheidt, Berlin u. a. 1964 (zusammen mit Carl-Heinz Jaffé)